# Pap Jonga
Pap Jonga, född 1 juli 1997, är en gambisk simmare.
Jonga tävlade för Gambia vid olympiska sommarspelen 2016 i Rio de Janeiro, där han blev utslagen i försöksheatet på 50 meter frisim.